# Francisco Paz (Santa Fe)
Francisco Paz es una localidad del Departamento Constitución, provincia de Santa Fe, República Argentina. Se ubica a 9 km de la localidad de Santa Teresa y a 70 km de Rosario.

## Santo Patrono
- Francisco de Asís

## Festividades
4 de octubre, día de San Francisco de Asís.

## Ferrocarril
Apeadero Francisco Paz

## Población
En sus momentos más populosos llegó a tener más de 200 habitantes, actualmente cuenta con 1 solo habitante: